# 11号型魚雷艇
11号型魚雷艇（じゅういちごうがたぎょらいてい、英語: PT No.11 class torpedo boat）は、海上自衛隊が運用していた魚雷艇の艦級。第3・4次防衛力整備計画中の昭和44年度計画から昭和48年度計画にかけて5隻が建造され、1990年代まで運用されていた。

## 来歴
警備隊・海上自衛隊では、昭和28・29年度計画で魚雷艇（PT）8隻を整備した。これらは丙型駆潜艇として、甲・乙型駆潜艇（PC）とともに沿岸防備の一翼を担ったものの、特に主機関の技術的未成熟と、対潜戦も考慮するという海上自衛隊独自のドクトリンゆえに性格的に中途半端であったこともあり、戦力というよりは試作的意味合いの強いものであった。
昭和29年度計画では技術導入を狙ってイギリスからダーク型高速哨戒艇1隻を購入して魚雷艇9号として配備したほか、第1次防衛力整備計画中の昭和35年度計画では量産型魚雷艇のプロトタイプとして魚雷艇10号が建造されていた。また昭和40年度計画では、新しい船型とディーゼル主機を搭載した高速救難艇（ASH）として高速6号が建造されたが、これは魚雷艇建造に関する技術資料を得る目的も持っていた。これらの実績を踏まえて、任務を対水上邀撃に絞った新世代の海上自衛隊魚雷艇として計画されたのが本型である。
まず第3次防衛力整備計画中の昭和44年度計画から昭和46年度において、当初5隻が検討されたものの、結局は各年1隻ずつ計3隻が計上された。続く第4次防衛力整備計画では、昭和28年度計画艇を更新するための2隻に加えて純増分4隻の計6隻が計画されたが、この純増分のうち3隻は、主兵装を魚雷から艦対艦ミサイルに切り替えたミサイル艇とされる予定であった。しかし1973年（昭和48年）の第四次中東戦争に伴う石油輸出国機構 (OPEC) 各国の原油価格値上げに端を発した第一次オイルショック（第一次石油危機）による物価高騰の直撃を受け、防衛予算の枠内で予定隻数を達成することは不可能となった。この情勢を受けてミサイル艇を含めた純増分の建造は断念され、老朽更新用の2隻のみが建造されることとなった。

## 設計
設計にあたっては、従来の魚雷艇をもとに高速6号の実績が加味されている。
例えば船型としては、従来の魚雷艇が旧海軍のハードチャインを改良したV型の一種であるオメガプレーン型としていたのに対し、本型では、荒天時の性能を重視して、高速6号で試みられたディープV型が採用された。艦橋は高速航行時の衝撃が最も少ない船体のやや後ろ側に配置された。居住区は船体前部に科員居住区が、中部右舷側に士官室があり、船体が小型なだけあっていずれも寝室と食堂を兼ねる。建造にあたっては、構造の簡易化と強度増加のため、日本で初めて軽合金の押出型材を多用し、接合には突合せ溶接が用いられた。ただし歪みと工作上の問題を再検討した結果、12号以降ではこの構造を見直し、溶接範囲の縮小とリベットによる接合部の拡大がおこなわれている。
推進方式としては、海自魚雷艇としては初となるCODAG方式が採用された。スクリュープロペラは3軸式であり、ディーゼルエンジン2基は左右の推進器に直結されており、ガスタービンエンジン2基は減速機を介して中央の推進器を駆動する方式であった。18ノットまでは両舷のディーゼルエンジンで航行し、中央軸は遊転させておくが、19ノット以上の高速航行時は中央軸のガスタービンエンジンも駆動することで40ノットの最高速度を発揮した。
ディーゼルエンジンとしては、高速6号と同じ24WZ-30MC型が搭載された。これは従来の魚雷艇で採用されてきたV型20気筒のYV20ZC（出力2,000馬力/回転数1,600rpm）をもとに、将来の40ノット級魚雷艇への搭載を視野に入れた3,000馬力級軽量高速ディーゼルエンジンで、YV20ZCと同じボア、ストロークのシリンダーをW型に配置した24気筒機であった。出力3,000馬力、回転数1,600rpm、重量7.1トンで、馬力あたり重量は2.4kg/PSと、YV20ZCの6.6kg/PSと比して大幅に改善していた。また12号以降では、さらに出力3,300馬力（回転数1,750rpm）に強化した24WZ-31MC型に更新された。一方、ガスタービンエンジンとしては1968年より魚雷艇7号で運用試験が行われていたIM-300が搭載された。これはP-2JやPS-1にも採用された航空機用のゼネラル・エレクトリック T64ターボプロップエンジンをもとに石川島播磨重工業が開発した舶用版であった。なお14号と15号は機関監視装置にデータ・ロガーを採用したことで省力化され、乗員が2名減少している。

## 装備
センサとしては、従来の魚雷艇が対水上捜索用のレーダーと対潜哨戒用のソナーを搭載していたのに対して、本型では対水上捜索レーダーのみとされた。これは対潜戦任務を省いたためであるが、特に28年度計画艇では、ソナードームの造波抵抗のために高速力発揮が妨げられていたことから、これを撤去したことは性能の安定につながった。
兵装面では、おおむね魚雷艇10号のものが踏襲された。主兵装の魚雷発射管は、発射口前方に滑走座を有する試製54式53センチ単装水上発射管HO-101Bであるが、ここから運用する魚雷としては、従来の魚雷艇が対潜攻撃も考慮して誘導式の54式魚雷を搭載していたのに対し、本型では直進式の72式I型とされた。高角機銃は、10号と同じくボフォース 40mm機関砲を単装のMk.3砲架に配して艦橋前後に1門ずつ搭載した。射撃指揮装置（FCS）は一切装備しておらず、照準は砲側で行なうが、開放式の砲架なので、砲手は波風に晒されながら操作する必要がある。

## 配備
従来、魚雷艇はいずれも本州の配備とされていたが、本型のネームシップは、北海道への配備を想定して建造された最初の魚雷艇となった。これを受けて、従来横須賀地方隊に所属していた第1魚雷艇隊は、魚雷艇11号の竣工にあわせて、1971年3月27日より大湊地方隊に、7月15日にはさらにそのなかで余市防備隊へと隷属替えになった。当初は他にも陸上基地の構想があり、魚雷艇による沿岸防備の増強が計画されていたが、上記の経緯により本型の建造計画が縮小されたことから、これは実現しなかった。
海上自衛隊初の量産魚雷艇となった本級だが、ミサイル技術の発達もあって、本級をもって海上自衛隊の魚雷艇の系譜は途絶えることになった。後継のないまま延命措置がとられたものの、1990年より除籍が開始された。魚雷艇14号の除籍にあわせて1993年3月22日には第1魚雷艇隊も解隊され、これと交代するかたちで、同日、1号型ミサイル艇2隻が引き渡されて、第1ミサイル艇隊が誕生した。残った魚雷艇15号は余市防備隊の直轄艇として1年間活動したのち、1994年10月14日に除籍されて運用を終了した。
| #      | 艦名       | 建造所               | 起工                        | 進水                        | 竣工                         | 配属                                               | 除籍                        |
| ------ | ---------- | -------------------- | --------------------------- | --------------------------- | ---------------------------- | -------------------------------------------------- | --------------------------- |
| PT-811 | 魚雷艇11号 | 三菱重工業下関造船所 | 1970年 （昭和45年） 3月17日 | 1970年 （昭和45年） 10月5日 | 1971年 （昭和46年） 3月27日  | 第1魚雷艇隊 (余市防備隊)                           | 1990年 （平成2年） 11月28日 |
| PT-812 | 魚雷艇12号 | 三菱重工業下関造船所 | 1971年 （昭和46年） 4月22日 | 1971年 （昭和46年） 12月7日 | 1972年 （昭和47年） 3月28日  | 第1魚雷艇隊 (余市防備隊)                           | 1991年 （平成3年） 10月4日  |
| PT-813 | 魚雷艇13号 | 三菱重工業下関造船所 | 1972年 （昭和47年） 3月28日 | 1972年 （昭和47年） 7月28日 | 1972年 （昭和47年） 12月16日 | 第2魚雷艇隊 (舞鶴地方隊)                           | 1991年 （平成3年） 10月4日  |
| PT-814 | 魚雷艇14号 | 三菱重工業下関造船所 | 1973年 （昭和48年） 3月23日 | 1973年 （昭和48年） 7月10日 | 1974年 （昭和49年） 2月15日  | 第2魚雷艇隊 (舞鶴地方隊) →第1魚雷艇隊 (余市防備隊) | 1993年 （平成5年） 3月22日  |
| PT-815 | 魚雷艇15号 | 三菱重工業下関造船所 | 1974年 （昭和49年） 4月23日 | 1975年 （昭和50年） 1月10日 | 1975年 （昭和50年） 7月10日  | 第2魚雷艇隊 (舞鶴地方隊) →第1魚雷艇隊 (余市防備隊) | 1994年 （平成6年） 10月14日 |

## 登場作品
『原潜海峡を封鎖せよ』
「魚雷艇14号」が登場。対馬海峡で起きた謎の爆発を調査するため、はつしま型掃海艇「なるしま」と共に現場海域へ出動する。